# Саутпорт (футбольний клуб)
ФК «Саутпорт» (англ. Southport Football Club) — англійський футбольний клуб з однойменного міста, заснований у 1881 році. Виступає в Національній лізі Півночі. Домашні матчі приймає на стадіоні «Хейг Авеню», потужністю 6 008 глядачів.